# Вумелсдорф (Західна Вірджинія)
Вумелсдорф (англ. Womelsdorf) — місто (англ. town) в США, в окрузі Рендолф штату Західна Вірджинія. Населення — 189 осіб (2020).

## Географія
Вумелсдорф розташований за координатами 38°53′53″ пн. ш. 79°57′49″ зх. д. / 38.89806° пн. ш. 79.96361° зх. д. (38.898020, -79.963734).  За даними Бюро перепису населення США в 2010 році місто мало площу 1,07 км², уся площа — суходіл.

## Демографія
Згідно з переписом 2010 року, у місті мешкало 250 осіб у 97 домогосподарствах у складі 68 родин. Густота населення становила 233 особи/км².  Було 111 помешкання (103/км²).
Расовий склад населення:
| - 98,4 % — білих - 0,8 % — корінних американців |

До двох чи більше рас належало 0,8 %. Частка іспаномовних становила 0,0 % від усіх жителів.
За віковим діапазоном населення розподілялося таким чином: 20,4 % — особи молодші 18 років, 59,6 % — особи у віці 18—64 років, 20,0 % — особи у віці 65 років та старші. Медіана віку мешканця становила 47,0 року. На 100 осіб жіночої статі у місті припадало 92,3 чоловіків;  на 100 жінок у віці від 18 років та старших — 93,2 чоловіків також старших 18 років.
Середній дохід на одне домашнє господарство  становив 58 213 долари США (медіана — 47 222), а середній дохід на одну сім'ю — 63 555 доларів (медіана — 50 179). Медіана доходів становила 34 250 доларів для чоловіків та 26 964 долари для жінок. За межею бідності перебувало 10,4 % осіб, у тому числі 36,0 % дітей у віці до 18 років та 4,9 % осіб у віці 65 років та старших.
Цивільне працевлаштоване населення становило 132 особи. Основні галузі зайнятості: освіта, охорона здоров'я та соціальна допомога — 34,8 %, транспорт — 11,4 %, публічна адміністрація — 10,6 %.